# 黎汝览
黎汝览（国语字：Lê Nhữ Lãm），原姓阮（Nguyễn），越南后黎朝官员，封亭上侯。

## 生平
1429年（顺天二年）五月三日，九十三名功臣被封爵，黎汝览与黎只、黎文安、黎列、黎免、黎礼、黎战、黎魁、黎顶、黎拙、黎磊、黎抄、黎俭、黎栗一起受封亭上侯。
1431年（顺天四年）正月初一日，黎汝览任正使，与副使吏部尚书何栗、黎柄一起前往明朝请封，说：“大集国人，遍求陈氏子孙，的无见存。窃惟本国地方不可无管摄，而常未奉朝命，此所以款陈而不已也”。于是，明宣宗派正使右侍郎章敞、通政司右通政徐琦带来印章，命黎利权署安南国事（一说封为安南国王），赐予钞币。
1434年（绍平元年），黎太宗追尊母亲范氏玉陈为恭慈国太母。当时黎汝览任右仆射，七月八日，黎汝览前往蓝京立太母庙
1435年（绍平二年）二月八日，黎汝览兼西道行遣。
十一月九日，占城遣使到越南。二十四日，使者辞别，黎汝览受命问他说：“占土垒等田是我地也。尔乘我国多故，夺以自肥，至今犹不言还。岁贡又不供，何也？”使者答道：“臣等欲两国亲爱，且叩门求火耳。然臣国主昏耄，不能咱信。臣愿得朝廷使臣往报国主，不然臣等有所言无凭信也。”黎汝览说：“朝廷岂无一个使臣，但尔无大小之礼，使臣岂可轻往耶？”于是拒绝遣使，只授予其尚书印信。
此后史书无载。

## 家庭
长子阮耒（Nguyễn Lỗi），黎圣宗时官至太保。
次子阮光复（Nguyễn Quang Phục），官至都指挥同知、镇南大将军、太保，封禄郡公，管领欢州。有子阮定联（Nguyễn Đình Liên）、阮定朝（Nguyễn Đình Triều）、阮定兼（Nguyễn Đình Kiêm）。
三子阮光禄（Nguyễn Quang Lộc），官至安洛大将军、都督水部诸营、镇东将军、太保，封良郡公。
女儿阮氏玉卮（Nguyễn Thị Ngọc Chi），嫁定国公次子。

## 纪念
胡志明市新富郡有阮汝览街（Đường Nguyễn Nhữ Lãm）。
1. ↑  .   [2023-05-05]. （原始内容存档于2023-04-07）.